# Days/GREEN
「Days/GREEN」（デイズ/グリーン）および「GREEN/Days」（グリーン/デイズ）は、日本の歌手・浜崎あゆみの44thシングル。2008年12月17日にavex traxより発売された。

## 解説
前作「Mirrorcle World」から約8か月での発売で、デビュー10周年記念シングル第2弾となる両A面シングル。
「Days/GREEN」と「GREEN/Days」の違いは曲順およびミュージック・ビデオのメイキング映像であり、「Days/GREEN」には7thシングル「LOVE〜Destiny〜」が、「GREEN/Days」には8thシングル「TO BE」がそれぞれスペシャルトラックとしてアレンジ、新録音して収録されている。
発売形態は、「Days/GREEN」「GREEN/Days」共にそれぞれ「CD＋DVD」「CDのみ」の2形態で、合計4形態での発売。4形態ともジャケットは全て異なっている。「CD＋DVD」の初回限定盤仕様として「豪華縦長スリーブケース」仕様となっている。
初登場1位、累計売上は19.1万枚。

## 収録曲
全曲作詞：ayumi hamasaki

### 「Days/GREEN」
CD
1. Days （Original mix） [5:00]
作曲：Kunio Tago / 編曲：HΛL
NTTコミュニケーションズ MUSICO TV-CMソング
2. GREEN （Original mix） [4:45]
作曲：Tetsuya Yukumi / 編曲：tasuku
Panasonic デジタルカメラ「LUMIX FX37」TV-CFソング
3. LOVE 〜Destiny〜 （10th Anniversary version） [5:02]
作曲：TSUNKU / 編曲：Shingo Kobayashi
スペシャルトラック
4. Days （Original mix-Instrumental-） [5:00]
5. GREEN （Original mix-Instrumental-） [4:45]
6. LOVE 〜Destiny〜 （10th Anniversary version -Instrumental-） [5:06]

DVD
1. Days (video clip)
2. GREEN (video clip)
3. Days (making clip)

### 「GREEN/Days」
CD
1. GREEN （Original mix）[4:45]
2. Days （Original mix） [5:00]
3. TO BE （10th Anniversary version）[5:19]
作曲：D・A・I / 編曲：HΛL
スペシャルトラック
4. GREEN （Original mix -Instrumental-） [4:45]
5. Days （Original Mix -Instrumental-）[4:59]
6. TO BE （10th Anniversary version -Instrumental-） [5:19]

DVD
1. GREEN (video clip)
2. Days (video clip)
3. GREEN (making clip)

## 楽曲の収録アルバム
- Days
  - 『NEXT LEVEL』
  - 『WINTER BALLAD SELECTION』
  - 『A BALLADS 2』
- GREEN
  - 『NEXT LEVEL』

## 収録ライブ映像
- Days
  - 『ayumi hamasaki PREMIUM COUNTDOWN LIVE 2008-2009 A』
  - 『ayumi hamasaki ARENA TOUR 2009 A 〜NEXT LEVEL〜』
    - 『A 50 SINGLES 〜LIVE SELECTION〜』
    - 『A BALLADS 2』

  - 『ayumi hamasaki 〜POWER of MUSIC〜 2011 A LIMITED EDITION』
  - 『ayumi hamasaki TA LIMITED LIVE TOUR at Zepp Tokyo』(M(A)DE IN JAPAN)
  - 『ayumi hamasaki ARENA TOUR 2016 A 〜M(A)DE IN JAPAN〜』
  - 『ayumi hamasaki COUNTDOWN LIVE 2018-2019 A -TROUBLE-』(ayumi hamasaki UNRELEASED LIVE BOX A)
- GREEN
  - 『ayumi hamasaki PREMIUM COUNTDOWN LIVE 2008-2009 A』
  - 『ayumi hamasaki ARENA TOUR 2009 A 〜NEXT LEVEL〜』
  - 『ayumi hamasaki COUNTDOWN LIVE 2015-2016 A 〜M(A)DE IN TOKYO〜』(ayumi hamasaki ARENA TOUR 2016 A 〜M(A)DE IN JAPAN〜)
  - 『ayumi hamasaki ARENA TOUR 2016 A 〜M(A)DE IN JAPAN〜』
  - 『ayumi hamasaki ASIA TOUR 〜24th Anniversary special@PIA ARENA MM〜』